# Lipótváros
Lipótváros (németül: Leopoldstadt) Budapest városrésze az V. kerületben. Itt található Magyarország pénzügyi és közigazgatási központja. A római katolikus egyházi adatokban Szentistvánváros néven szerepel.

## Fekvése
A Lipótváros Budapest V. kerületének északi felére terjed ki. Déli határa a Vigadó tér déli oldala – Deák Ferenc utca – Deák Ferenc tér vonalon fut, ez választja el a kerület déli városrészétől, a Belvárostól. A többi irányban határai a kerület határával esnek egybe (keleten a Bajcsy-Zsilinszky út, északon a Szent István körút, nyugaton pedig a Duna).

## Története
A történelem előtti időkben nem létezett még a Margit-sziget, kisebb szigetek voltak a Duna folyása mentén. Ugyanekkor a Rákos-árok körülvette ezt a területet, tehát valójában sziget volt. A Rákos-árok északabbra vált ki a Dunából, és a mai Ferencváros területén lépett vissza a főmederbe. Talaja emiatt jellegzetesen öntéstalaj, s ez megnehezítette a 2-es metró építkezését is.
A középkorban a dunai átkelőhely körüli területen több kisebb település volt (Révjenő, Újbécs). Ezek a falvak a török hódoltság alatt elpusztultak. A 18. század végétől előbb a városfalhoz közeli déli terület települt be ismét. A környék fejlődésére élénkítően hatott az 1787-ben létesült hajóhíd, amely Pestet és Budát kötötte össze. II. József idejében, 1786-tól a korabeli belvárostól északra, a mai Szabadság tér és a szomszédos háztömbök területén felépült Újépület és a pesti városfal között új városrész keletkezett, amely II. Lipót koronázásakor, 1790-ben kapta a Lipótváros (Leopoldstadt) nevet. Schilson János készítette az első területrendezési tervet 1789-ben. A terv az akkoriban már épülő Újépület és a városfal közötti területet mértani rendszer szerint osztotta fel. Kialakította a mai Erzsébet tér és a Szent István tér helyét és a környék sakktáblaszerű úthálózatát. Ez okozta később az Andrássy út és a Lánchíd közvetlen összeköttetésének hiányát – az Andrássy út folytatása a Dunáig a mai József Attila utca. 1805-ben Hild János készített tervet a városfaltól a mai Markó utcáig terjedő rész rendezésére.
Az 1838-as pesti árvíz csaknem teljesen elöntötte; vízborítottsága néhol a két métert is elérte. Az árvíz szintje alól két magaslat emelkedett ki, ahová menekülni tudott a lakosság. Az egyik a lipótvárosi plébániatemplom (ennek emlékére építették ide a Bazilikát). A másik az Újépület északnyugati sarkánál, kb. a mai Báthori utca és Vécsey utca környékén.
A Váci töltés (Waizner Damm) mellett épült a vasúti indóház. Ezt a mai Nyugati pályaudvar elkészülte után lebontották; erre a helyre kerültek az ún. Westend-házak.
A városrész beépítése a Terézváros irányából haladt nyugat felé. A régebbi térképeken látható, hogy A Duna és a Váci körút (Bajcsy-Zsilinszky út) között még az 1870-es években is beépítetlen telkek találhatóak (köztük gyárak is, mint a Valero selyemgyár). Ezeknek a telkeknek a beépítését 1874 és 1914 között végezték el.
A mai városkép kialakulásának fontos állomása volt 1897: ekkor az Újépületet lebontották, helyén kialakult a Szabadság tér. Ekkor alakult ki az Országház építésével a Kossuth Lajos tér is. A terület az ország politikai-közigazgatási központjává vált, az ide települt ipart (például Valero-gyár) kitelepítették. Az Újlipótvárosnak nevezett negyed a Lipótváros északi részén az 1910-es évektől épült ki a Dráva utcáig.

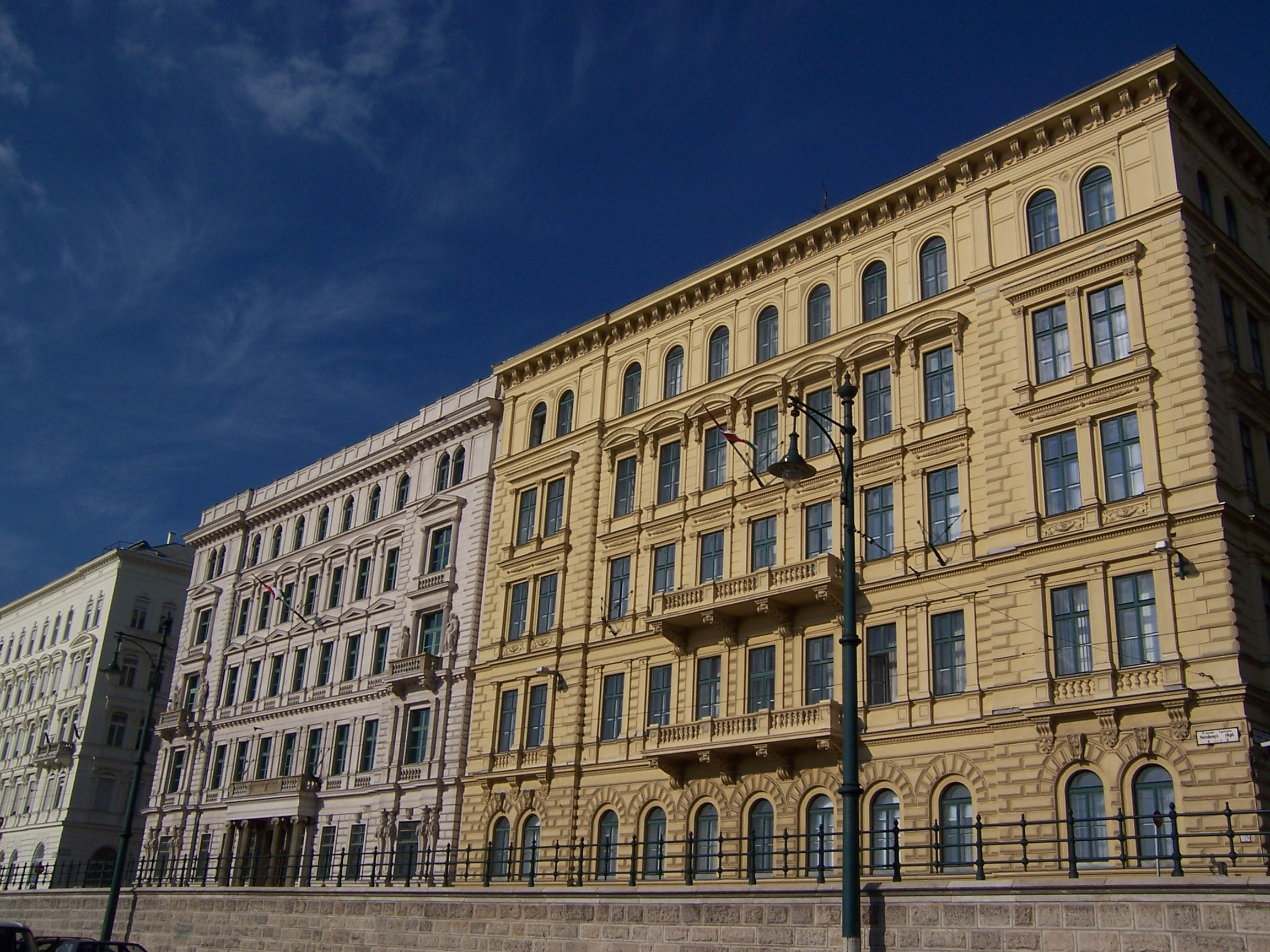
A Széchenyi rakpart

### Gyárváros
A telekhatárok – és így a még névtelen utcák kijelölése után gyárak települtek a Lipótvárosba.
- 1838 Pesti Hengermalom Társaság; később József Hengermalom a jelenlegi Honvédelmi Minisztérium területén
- 1865 Haggenmacher Hengermalom a jelenlegi Szent István körút és a Szemere utca sarkán
- Pesti Vasöntő és Gépgyár. Az 1848-as forradalom alatt államosították és átállították fegyvergyártásra. Erről kapta a nevét a Fegyvergyár utca (Szent István körút)
- Valero selyemgyár. Még a XIX. században kaszárnyává alakították. Emlékét az épületen tábla őrzi. [* 2]
- 1854 Pesti Cukorfinomító Gyár a mai Szent István körút és a Bihari János utca találkozásánál[6]

## Városszerkezet
A Lipótvárost a XIX. század elején a hagyományos sugaras szerkezet helyett modernebb, négyzetrácsos szerkezetűnek tervezték. Ezt a szerkezetet néhány középület és tér törte csak meg. A Duna kanyarulata miatt a derékszögű szerkezetet nem volt lehetséges következetesen megtartani. Ezért a Szalay utcától északra az utcák merőlegesek a Lipót (Szent István) körútra; az Alkotmány utcától délre merőlegesek a Fürdő (József Attila) utcára. Ez utóbbi szerkezetet részben a Fő utca (Arany János utca), részben az Újépület határozta meg. Az ezekre merőleges (kelet–nyugati irányú) utcák egymástól kb. 20 fokos szögben eltérnek.
Két részre szakadt a Nádor utca, amelyet az Országház építése tört ketté; emiatt külső (északi) része önálló nevet kapott (Falk Miksa utca). Fordítva: az Újépület lebontása után egyesítették a Báthory utcát az egyenes folytatásaként már meglévő Gyapjú utcával.

### Határai
Állandónak tekinthető határa nyugat felől a Duna, kelet felől a Bajcsy-Zsilinszky út.
A Lipótváros határait 1989 óta fővárosi rendelet határozza meg a következőképpen: Szent István körút – Nyugati tér – Bajcsy-Zsilinszky út – Deák Ferenc tér – Deák Ferenc utca – a Vigadó tér déli oldala – a Duna folyam.
Északi határainak előzményét az 1838-as árvízben látjuk. Akkor ugyanis Pestet egy észak–dél irányú töltés védte, a Waitzner Damm, amely nem volt képes megvédeni a várost. Ezért építettek egy nyugat–kelet irányú töltést a jelenlegi Szent István körút vonalában. Akkor ott különféle gyárak működtek. Ám a Nagykörút tervezési munkálatai (és az épülő Margit-híd) miatt ezt a töltést hamarosan lebontották, az erre haladó iparvágányt is felszedték; megkezdődött a modern nagyvárosi körút és az azt környező épületek építése. 1874 után már többemeletes bérházak emelkedtek az akkori Lipót körút mentén (főként a Terézvároshoz közeli részeken).
Déli határainak előzménye a középkori városfal. Ezen állt a Váci kapu (a Vörösmarty tér környékén), valamint bástya, illetve rondella a mai Deák Ferenc tér környékén. Ezért volt a Deák Ferenc utca egyik régi neve: Bástya utca.

### Utcanévváltozások
A Fővárosi Közmunkák Tanácsa 1872 és 1874 között rendezte az utcaneveket. Az újonnan létrejött fővárosban számtalan név nélküli utca volt, de túl sok volt az egyező utcanév is. Ekkortól kezdve magyar nyelvű utcaneveket határoztak meg.
| Név 2014-ben                                                          | utolsó változás | Előző nevek |
| --------------------------------------------------------------------- | --------------- | --- |
| Jászai Mari tér                                                       | 1950            | Rudolf trónörökös tér 1903, 1918 Leiningen tér, 1919 Rudolf tér, 1938 Rudolf trónörökös tér, 1947 Rudolf tér |
| Szent István körút                                                    | 1937            | Lipót körút, korábban: Neuer Damm Strasse (1840), illetve Tüköry töltés. Az 1848–49-es forradalom és szabadságharc alatt itt gépgyár működött, ezért nevezték Fegyvergyár utcának is. |
| Falk Miksa utca                                                       | 1910            | Neuer Strassen Damm (Új úti védgát, folytatódott a mai Újlipótváros területén) 1854; Nádor utca 1874; Juhász Andor utca 1943; Néphadsereg utca 1953 |
| Stollár Béla utca                                                     | 1951            | Valero utca 1840; Eisenbahn Linie (Vaspálya vonal) 1854; Clotild Gasse 1860; Jelenleg is emléktábla látható a Valero-gyár épületén, ezt 1776-ban alapították; majd Klotild utca |
| Balassi Bálint utca                                                   | 1954            | Személynök utca |
| Balaton utca                                                          | 1991            | Rothermere utca 1936; Moszkva utca 1948; Pálffy György utca 1969, Balaton utca 1872 |
| Nyugati tér                                                           | 1992            | Berlini tér 1914 (A Lipót körút, a Váci út, a Teréz körút és a Gyár utca közötti, korábban névtelen tér); Marx tér 1945 |
| Honvéd utca                                                           | 1874            | Honvéd utca, eredeti név |
| Honvéd tér                                                            | 1990            | Néphadsereg tér 1954 (a II. Világháborúban elpusztult háztömb helyén) |
| Szalay utca                                                           | 1872            | Szalay Gasse; 1927-ben újraszámozták |
| Tér a Markó utca–Nagy Ignác utca–Honvéd utca–Stollár Béla utca között | 1854            | Ferdinand Platz Ezen a helyen jelenleg a Legfelsőbb Bíróság és a Kúria épülete áll |
| Markó utca                                                            | 1872            | Markó Károly festőművész |
| Szemere utca                                                          | 1872            | Szemere Gasse |
| Nagy Ignác utca                                                       | 1953            | Koháry utca 1874 |
| Kálmán Imre utca                                                      | 1967            | Stern Gasse 1858, Csillag utca 1866, Kálmán utca 1874 |
| Alkotmány utca                                                        | 1874            | Sonnen Gasse 1850 körül, illetve részben Fa tér 1860 |
| Kossuth Lajos tér                                                     | 1927            | Hajóhivatal tér; Országház tér, majd Népszava tér |
| Vajkay utca                                                           | 2000            | László Jenő utca (1963) |
| Kozma Ferenc utca                                                     | 1953            | Gorove utca Gorove István 1819–1881 egy ideig földművelésügyi miniszter volt |
| Vértanúk tere                                                         | 1990            | Fa tér 1849 előtt; majd Ságvári tér (1945–1990), Vértanúk tere 1936-ban lett |
| Báthory utca                                                          | 1874            | Woll Gasse 1852, Gyapjú utca, előzőleg a keleti része |
| Báthory utca                                                          | 1874            | Taucher Gasse (Búvár utca) 1838, Thoringer Gasse (Búvárharang utca) 1831, Holz Platz 1820, Neue Bierhaus Gasse (Új sörház utca) 1827 |
| Bank utca                                                             | 1906            | Koth Gasse (Sár utca) 1800; Lipótvárosi sétatér, Sétatér utca 1874, Séta utca 1871, Széchenyi sétány; Lengyel Gyula utca 1963 |
| Bajcsy-Zsilinszky út                                                  | 1945            | Vilmos császár körút 1914 IX 9. és 1929; korábban: Váczi körút (Waizenerstasse) 1879 és 1919, régebben: Ország út (1800) A váci városkapu eredetileg valahol a mai Vörösmarty tér környékén állt                                                                                             |
| Október 6. utca                                                       | 1953            | Niederlagsgasse 1806, Göttergasse 1817, Bálvány utca 1874, majd Teleki Pál utca 1941 |
| Vadász utca                                                           | 1874            | Jägerstrasse 1817 |
| Hercegprímás utca                                                     | 1992            | Drei Kronen Gasse 1804; A Hercegprímás név eredetileg a Bazilika közelsége miatt Mindszenty Józsefre utalt; Drei Kronen Gasse 1804 Nagy korona utca 1874; Wekerle Sándor utca 1925; Alpári Gyula utca 1952; Nagykorona utca 1991                                                             |
| Szent István tér                                                      | 1907            | a XVIII. században gránátos kaszárnya, Vadvita tér, majd a Hetz Theater volt; Waage Gasse, illetve Waagehaus Platz (Mázsaház tér); Kirchen Platz 1850, később Lipót térnek nevezték el 1872-ben, Bazilika tér 1880 körül. Jelenlegi nevét a Szent István Bazilika után nyerte                |
| Arany János utca                                                      | 1885            | Hoch Strasse 1838 Felső út, Fő-út 1874 |
| Vécsey utca                                                           | 1900            | az 1874-es névadás idején még nem volt meg; az Újépület helyén létesült, ekkor hosszabbították meg idáig a Honvéd utcát is. Ekkor kapott új, az 1849-es Szabadságharcra utaló nevet a Nagysándor utca is.                                                                                    |
| Aulich utca                                                           | 1900            | az 1874-es névadás idején még nem volt meg; az Újépület helyén létesült, ekkor hosszabbították meg idáig a Honvéd utcát is. Ekkor kapott új, az 1849-es Szabadságharcra utaló nevet a Nagysándor utca is.                                                                                    |
| Perczel Mór utca                                                      | 1900            | az 1874-es névadás idején még nem volt meg; az Újépület helyén létesült, ekkor hosszabbították meg idáig a Honvéd utcát is. Ekkor kapott új, az 1849-es Szabadságharcra utaló nevet a Nagysándor utca is.                                                                                    |
| Kiss Ernő utca                                                        | 1900            | az 1874-es névadás idején még nem volt meg; az Újépület helyén létesült, ekkor hosszabbították meg idáig a Honvéd utcát is. Ekkor kapott új, az 1849-es Szabadságharcra utaló nevet a Nagysándor utca is.                                                                                    |
| Tüköry utca                                                           | 1960            | Tükör utca, Spiegel Gasse 1850 (Spiegel József Tamás emlékére, aki nemesi névként a Tüköry nevet használta) |
| Akadémia utca                                                         | 1874            | Obere Donau Zeile 1840, Újpester Strasse 1860, Akademie Gasse 1865 |
| Sas utca                                                              | 1990            | Rappen Schwarzer Gasse (Három fekete paripa utca) 1804, Zwei Adler Gasse 1850; Két sas utca 1850; Sas utca 1874; Guszev utca 1951 |
| Zoltán utca                                                           | 1991            | Raben Gasse 1838; Attila Gasse 1858; Beloiannisz utca 1952 |
| Garibaldi utca                                                        | 1956            | Bräuhaus Gasse (Sörház utca) 1830, Biber Gasse (Hód utca) 1838, Géza utca 1874, (1858-ban Geyza utca) |
| Garibaldi köz                                                         | 1973            | |
| Nagysándor József utca                                                | 1987            | Rörich Gasse, Morgen Gasse, Hajnal utca 1886, Nagy Sándor utca 1929 |
| Zrínyi utca                                                           | 1874            | Alster Gasse, Zrínyi Gasse 1848 előtt, Haynau Gasse 1849, Zrínyi Gasse 1860 |
| Hold utca                                                             | 1991            | Neugebäude Gasse 1790, Mondschein Gasse 1838; Mond Gasse 1850; Hold utca 1874; Klebelsberg Kuno utca 1938; Hold utca 1947; Rosenberg házaspár utca 1953 |
| Bihari János utca                                                     | 1952            | Sólyom utca 1874; Zsitvay Leó utca 1935 |
| Nádor utca                                                            | 1874            | Auf der Neu Bau 1790, Wind Gasse 1805, Tiger Gasse 1800, Palatin Gasse, Wind Gasse) 1847; illetve 1990; közben Münnich Ferenc utca 1968 |
| Steindl Imre utca                                                     | 1963            | Kranawetter Grasse (Fenyőmadár utca) 1850, Árpád Gasse 1866, Árpád utca 1874 |
| Vigyázó Ferenc utca                                                   | 1946            | Bélagasse 1829, Béla utca 1874, gróf Vigyázó Ferenc utca 1929 |
| Széchenyi István tér                                                  | 2011            | Salz Platz 1804, Salzamt Platz 1809, Zimmerer Platz 1812; Obere Donau Zeile 1840; Ausladungplatz 1840; Kennebrücke Platz 1850; Ferenc József tér 1858 és 1919 (a koronázás itt történt); Október 29. tér 1918; Roosevelt tér 1946 fényképekkel                                               |
| Széchenyi utca                                                        | 1817            | Kronawettergasse; Fenyvesmadár utca 1874; Sperling Gasse (Veréb utca); Széchenyi Gasse |
| Széchenyi rakpart                                                     | 1918            | Obere Donau Zeile, Rudolf rakpart 1874 |
| id. Antall József rakpart                                             | 2010            | Duna-sor; Rudolf rakpart; Széchenyi rakpart; Pesti alsó rakpart néven ismerték |
| Hild tér                                                              | 1967            | Percenet Gasse (Perc utca), Minuten Gasse 1838, Perc köz 1874 |
| Mérleg utca                                                           | 1874            | Waaggasse 1838 |
| Podmanicky Frigyes tér                                                | 1983            | A második világháború alatt elpusztult épületek helyén |
| Apáczai Csere János utca                                              | 1951            | Obere Donau Zeile, Ezherzogin Maria Valeria Gasse 1870, Mária Valéria utca 1874, Szentmarjai utca 1919, Móricz Zsigmond utca 1951 |
| József Attila utca                                                    | 1945            | Marokkaner Gasse 1810 (a mai Bajcsy-Zsilinszky utca felőli részen); Baad Gasse 1823; Donaubad Gasse 1833; Fürdő utca 1874; A Fürdő utca az eredeti Bad Gasse fordítása, 217. oldal, a Pfeffer Ignác-féle Diana gyógyfürdőről gróf Tisza István utca 1924 (az akkori Széchenyi tér közelében) |
| Miatyánk utca                                                         | 1874            | Kupfergasse (Réz utca) Renold János rézműves műhelye után, Pater Noster Gasse |
| Erzsébet tér                                                          | 1990            | Váci kapu előtti temető, Markt Platz 1787, Jahr Markt Plazt, Neustadt Platz, Alte Markt Platz, Deutsche Theter Platz, Elisabeth Platz 1857 (Erzsébet királynő látogatásának tiszteletére), Sztálin tér 1946, Engels tér 1953                                                                 |
| Dorottya utca                                                         | 1874            | Maria Dorothea Gasse 1820 (Mária Dorottya würtembergi hercegnő, József nádor felesége után), Dorothea Gasse 1840 |
| Eötvös tér                                                            | 1879            | Obere Donau Zeile |
| József nádor tér                                                      | 1938            | Salzamts Grund, Salz Platz, Joseph Platz (József tér) 1820, József tér 1874 |
| Vörösmarty tér                                                        | 1926            | Tigris tér, Theátrom piatz 1812, Deysigst Platz (Harmincad tér) 1830, Játékszín tér 1833, Spazeren Platz 1840, Deutsche Theater Platz 1846, Alte Theater Platz 1866, Gizella tér 1874 (Ferenc József gyermeke születése alkalmából), Károlyi Mihály tér 1918                                 |
| Szende Pál utca                                                       | 1947            | Vogel Gasse 1838, Wurmhof Gasse 1850, Wurm utca 1874 |
| Vigadó utca                                                           | 1874            | Játékszín utca 1833, Theater Gasse 1850, Redout Gasse 1870[forrás?] |
| Bécsi utca                                                            | 1874            | Bech Gasse, Wiener Gasse |

## Nevezetességei

### Középületek
- Országház

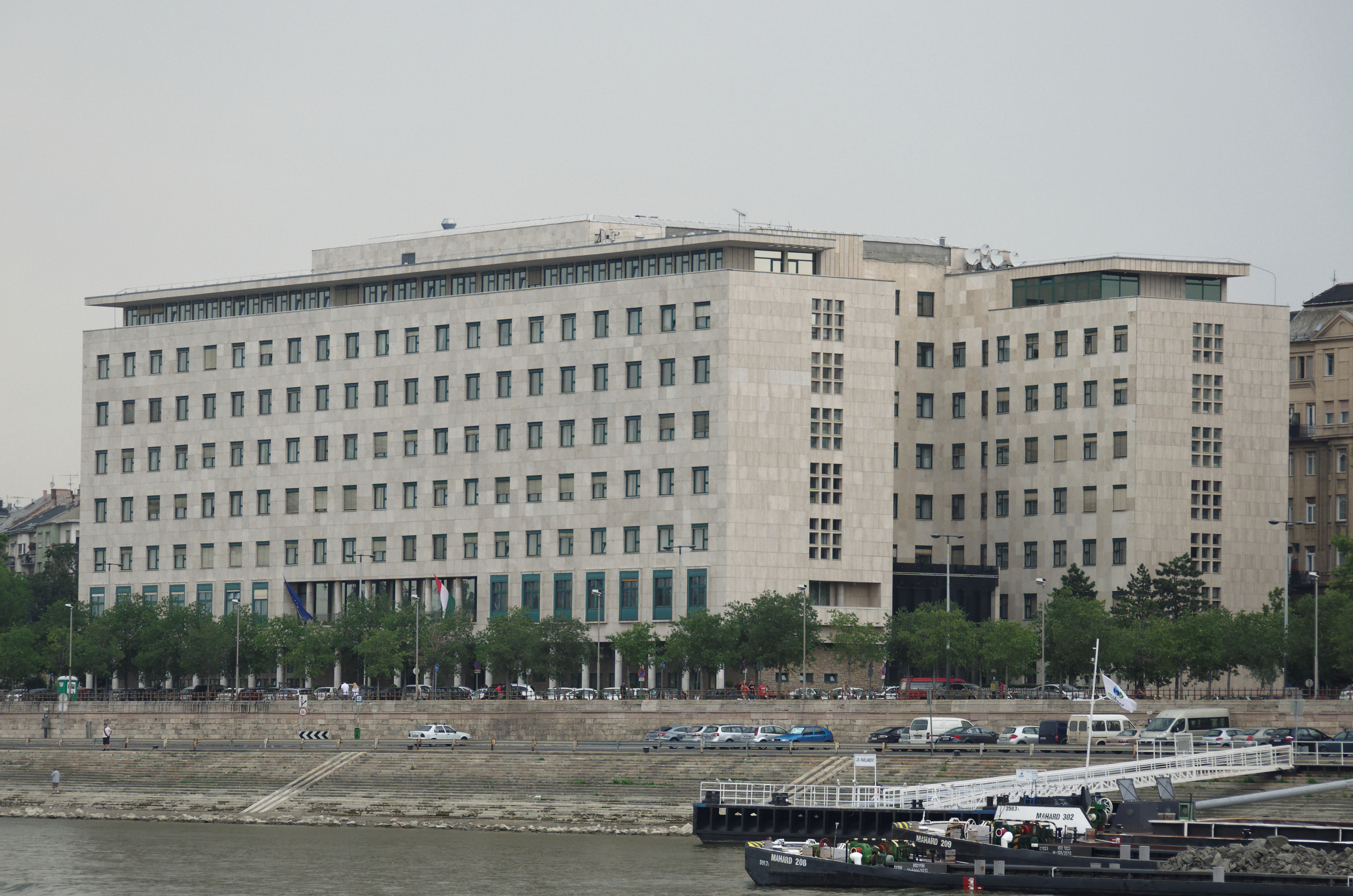
Képviselői irodaház
A helyén előzőleg bérház állt, amely Budapest ostroma alatt elpusztult. Első tulajdonosa az Államvédelmi Hatóság volt

- Tőzsdepalota, a Magyar Televízió egykori székháza
- Magyar Nemzeti Bank
- Igazságügyi palota
- Néprajzi Múzeum
- Postatakarékpénztár
- Magyar Tudományos Akadémia
- Gresham-palota
- Bedő-ház

### Egyházi intézmények
- Zitterbarth-féle lipótvárosi plébániatemplom (1817–1849),[24] majd Szent István-bazilika
- Meg nem valósult zsinagóga a Koháry utcában[25] A felhívásra számtalan pályamű érkezett[26][27]
- Skót egyház a Hold utcában a jelenlegi amerikai nagykövetség közelében
- Unitárius templom a Nagy Ignác utcában[28]
- Angol egyház a Hold utca végén (jelenleg német ajkú istentiszteletei hely)[29]

### Emlékművek, szobrok
- Batthyány-örökmécses
- Szabadság téri szovjet emlékmű [* 17]
- A Honvéd téren állt a Nemzetközi brigád–Spanyol partizán emlékmű (Makrisz Agamemnon műve) 1970 óta, valamint Münnich Ferenc szobra. Ezt 1993-ban lebontották, és a Gulág emlékmű került a helyére (a Gulág áldozatainak emlékét megörökítő alapítvány megbízásából).
- A Vértanúk terén áll Nagy Imre miniszterelnök szobra
- Az Erzsébet téren áll Bajcsi-Zsilinszky Endre szobra

### Terek
- Kossuth Lajos tér
- Szabadság tér
- Erzsébet tér
- Széchenyi István tér (előzőleg Roosevelt tér)
- Deák Ferenc tér
- Vértanúk tere (korábban Ságvári tér)
- Honvéd tér (korábban Néphadsereg tér). Érdekessége, hogy nincs a téren házszámozás. Azonban, mivel két kapuja is nyílik a tér felőli oldalon, ezeket nem hivatalosan Honvéd tér 10/A és Honvéd tér 10/B-I jelöléssel látták el. A tér belső oldalának házszámozása a csatlakozó utcák számozását használja. Így például a II. világháborúban megsérült, majd lebontott épület a Honvéd utca 27. szám volna. Ezen a helyen jelenleg játszótér van. Külső oldalának számozása (a terek számozásának logikáját követve) Markó utca 13-17, Szemere utca 15, Stollár Béla utca 10 (azonos a Honvéd tér 10-zel), Honvéd utca 24-30.
- Podmaniczky Frigyes tér (1983 óta). A külső oldalát a csatlakozó utcák szerinti számozással jelölik. Belső oldalán nincs azonosítható épület, ezen a helyen trolibusz végállomás működik.

| hrsz                                                                     | utca                       | építés | sarokház                     | építtető                                  | tervező                          |
| Podmaniczky Frigyes tér belső oldala                                     |                            |        |                              |                                           |                                  |
| 24775                                                                    | Bajcsi-Zsilinszky út 26    | 1811   | Arany János utca 36          | Reinold Jakab                             | Zitterbarth Mátyás               |
| 24776                                                                    | Bajcsi-Zsilinszky út 26-28 | 1875   | Vadász utca 3                | Neuwelt Hermann                           | Weber Antal                      |
| 24777                                                                    | Bajcsi-Zsilinszky út 30-32 | 1875   | Bank utca 9, Vadász utca 5-7 | Tafler Kálmán                             | Voita Donár                      |
| 24777                                                                    | Bajcsi-Zsilinszky út 30-32 | 1912   | Bank utca 9, Vadász utca 5-7 | Magyar Bank és Kereskedelmi Rt            | Ágoston Emil                     |
| Podmaniczky Frigyes tér külső oldala, a tér házszámozásának sorrendjében |                            |        |                              |                                           |                                  |
| 24639                                                                    | Arany János utca 35        | 1870   | Bajcsi-Zsilinszky út 24      | Barbár és társa                           |                                  |
| 24774                                                                    | Vadász utca 2              | 1836   | Arany János utca 34          | Appiano József, Lyka Anasztáz, Csernovics |                                  |
| 24773                                                                    | Vadász utca 4              | 1838   |                              | Bayer Dávid, Tauszk Henrik, Armut-ház     | Hild József                      |
| 24773                                                                    | Vadász utca 4              | 1866   |                              | Tauszk Henrik                             | Hild Károly                      |
| 24772                                                                    | Vadász utca 6              | 1840   |                              | Leidenbörger, Luczenbacher-ház            |                                  |
| 24771                                                                    | Vadász utca 8              |        | Bank uca 7                   | Ipoly Gábor                               | Mesinger Alajos                  |
| 24791                                                                    | Vadász utca 10             | 1846   | Bank utca 6                  | Goldberger Adolf                          | Hild József                      |
| 24793                                                                    | Bajcsi-Zsilinszky út 34    | 1888   | Vadász utca 9, Bank utca 8   | Bródy Zsigmond                            | Quittner Zsigmond, Pucher József |

### Olimpiai park
A Balassi Bálint utcán a Stollár Béla utca torkolatánál egy kis tér emlékeztetett a magyar olimpikonokra. Ezt 2014 nyarán átépítették, jelentősen megnövelték és kerítéssel zárták körbe. Díszes beléptető kapuja és kisebb bejáratai vannak. Süllyesztett sportpálya és elkülönített kutyafuttató tartozik hozzá. Az olimpiai öt karikát – szoborra emlékeztető formában – nemzeti színekre színezve építették fel. A tér déli részén már 1912-ban városi parkot terveztek. Bár beépítését nem tervezték, mégis kihagyták számára a Balassi Bálint utca 6, illetve a Markó utca 2. számot, északi része számára a Stollár Béla utca 2. és a Balaton utca 1. számot.

## Képek

Zrínyi utca
A Zrínyi utca éjszaka
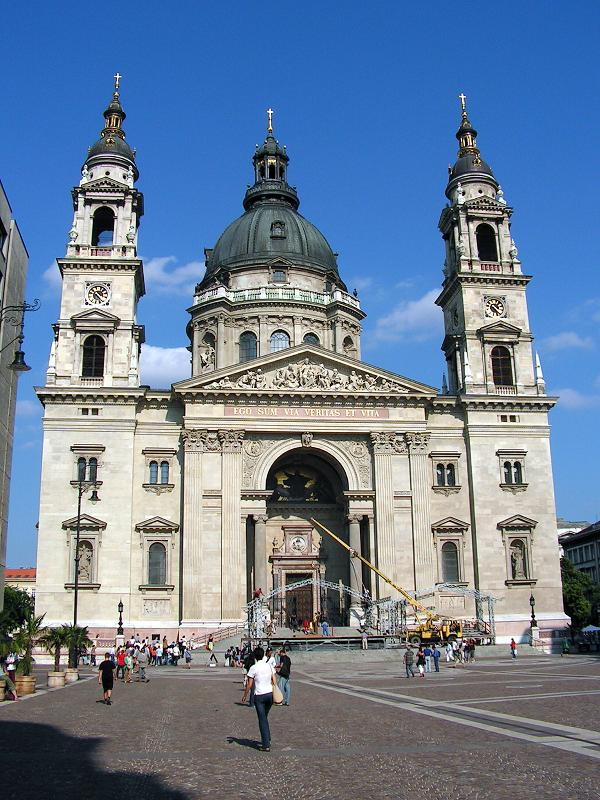
A Szent István-bazilika